# Европейский университет Виадрина
Европейский университет Виадрина (нем. Europa-Universität Viadrina in Frankfurt (Oder)) — один из старейших университетов Европы, расположенный во Франкфурте-на-Одере (земля Бранденбург), на востоке Германии. Название «Виадрина» происходит от латинского Viadrina, что означает «одерская».

## История
Основан в 1506 году по распоряжению курфюрста бранденбургского Иоахима I Нестора немецким богословом и гуманистом периода ранней Реформации Конрадом Вимпиной, который стал его первым ректором. Одним из первых студентов Виадрины в зимний семестр 1506 года стал немецкий рыцарь-гуманист Ульрих фон Гуттен.

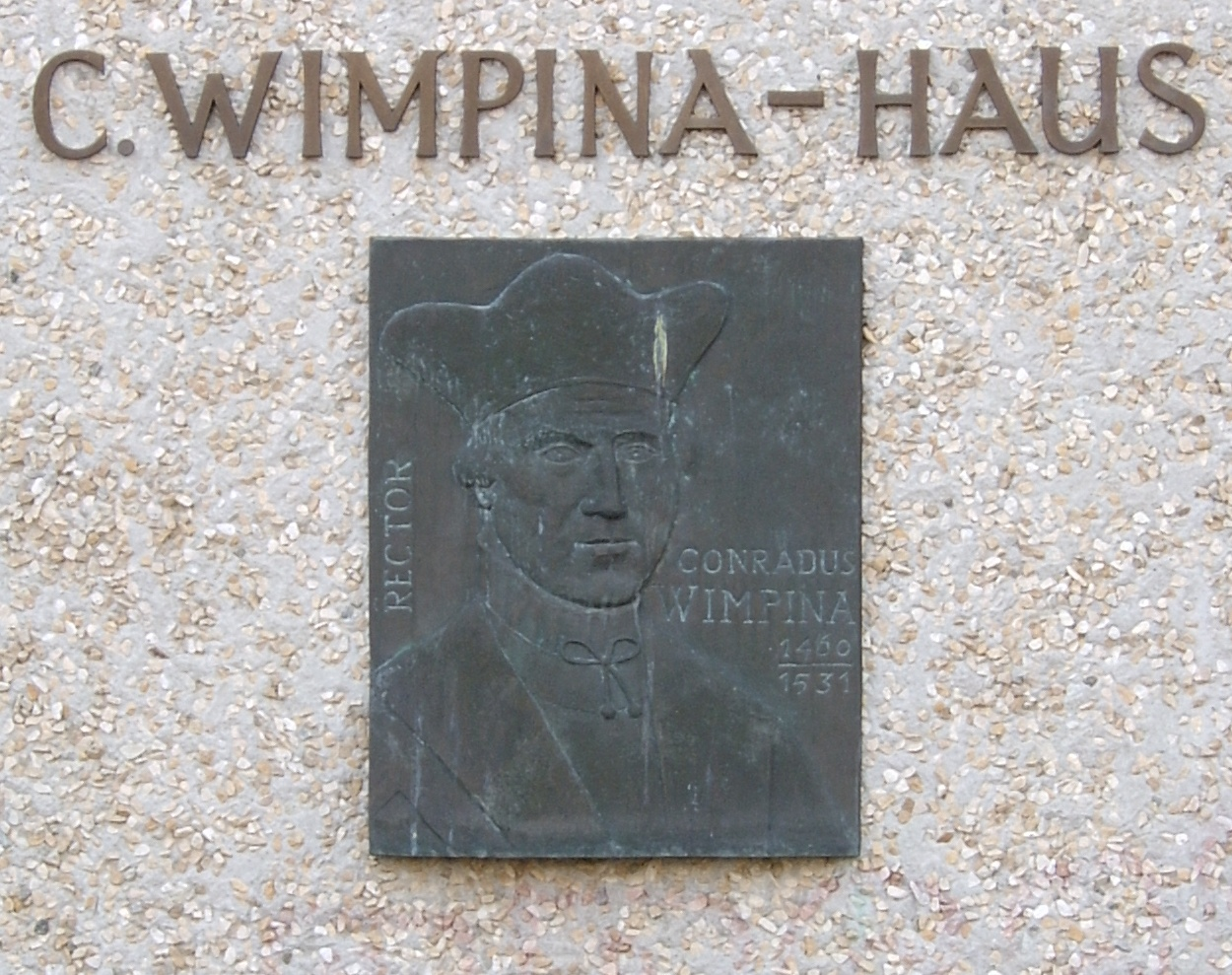
Мемориальная доска в честь Конрада Вимпины — основателя университета Виадрина во Франкфурт-на-Одере

После создания Университета Виадрина в нём обучалось 900 студентов, которые прибыли из Германии, Польши, Швеции, Норвегии и Дании. В те годы в городе Франкфурт-на-Одере проживало не более пяти тысяч жителей, так что город, по праву, считался университетским.
В 1811 году университет был переведен в город Бреслау (тогда находившийся под властью наполеоновской Франции, в 1814 году — над городом вновь будет установлено правление Пруссии). До перевода в Бреслау в университете Виадрина прошли обучение около 55 000 человек. Тогда университет прекратил свою деятельность.
Среди самых известных выпускников были Ульрих фон Гуттен, Томас Мюнцер, Вильгельм и Александр Гумбольдты, Карл Филипп Эммануил Бах, Генрих фон Клейст и др.
180 лет спустя, 15 июля 1991 года, университет Виадрина был вновь восстановлен и через год начал свой первый учебный год после длительного перерыва.

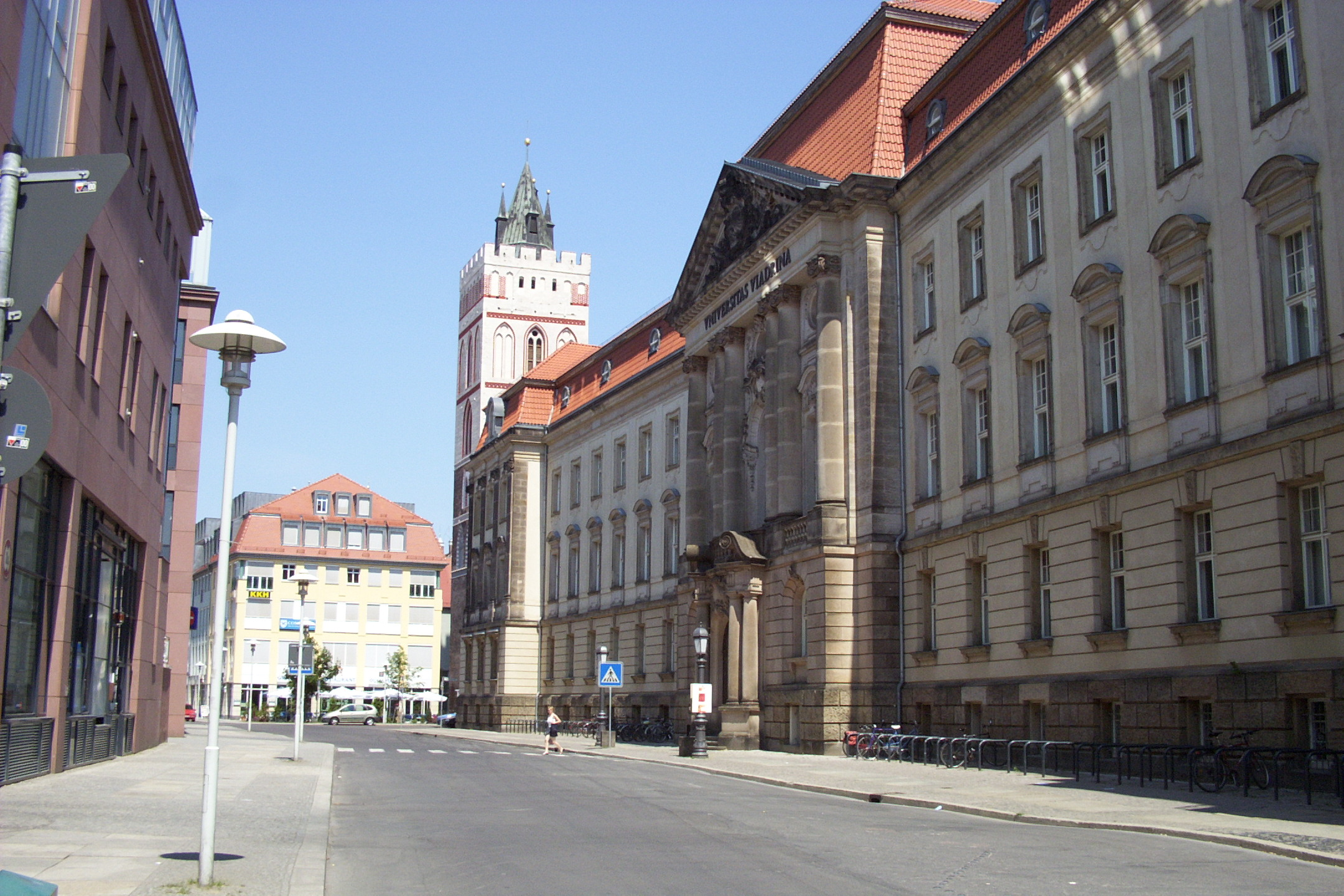
Главный корпус Европейского университета Виадрина на Гроссе-Шарнштрассе, 59

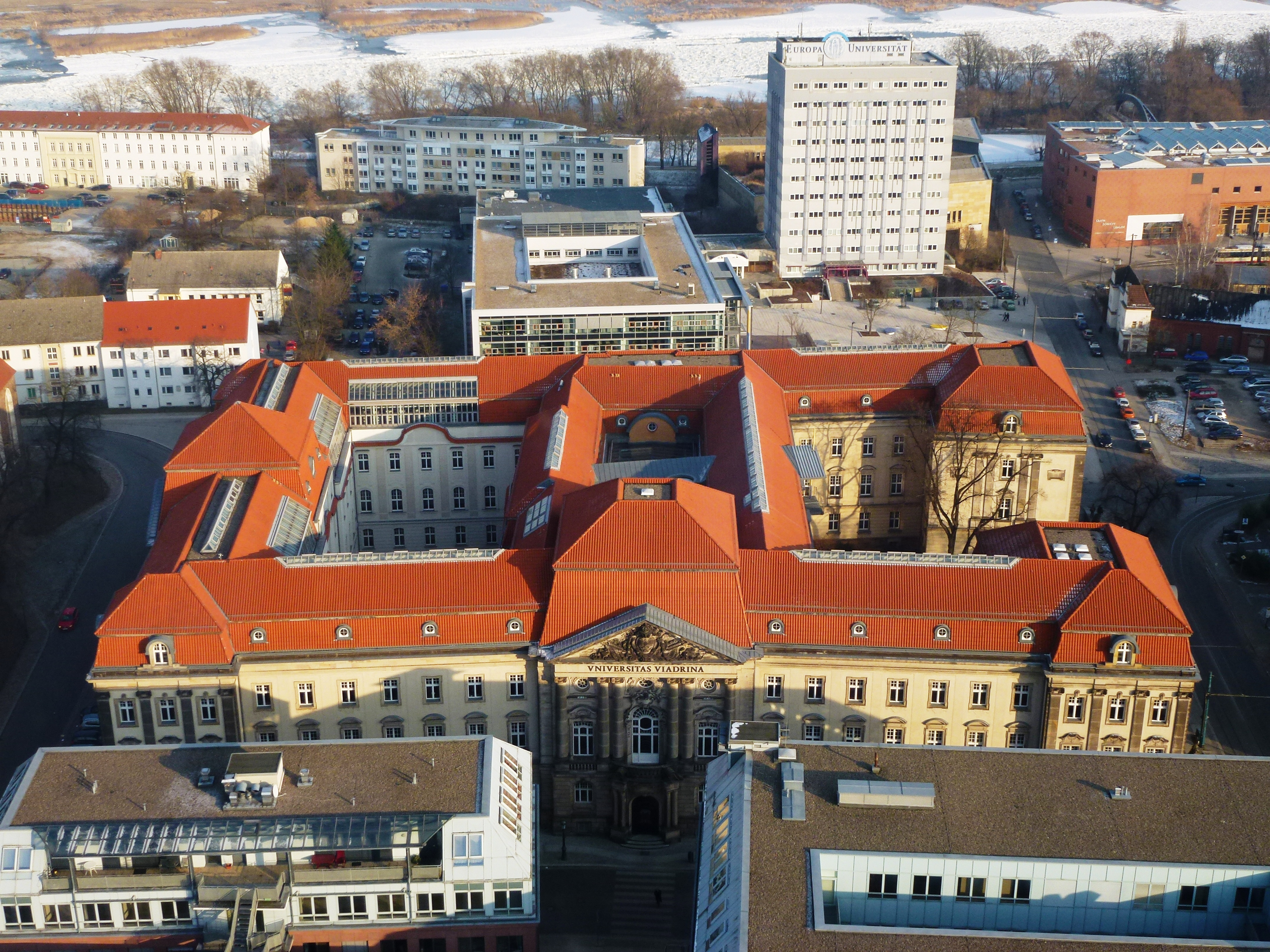
Вид с Одерской башни. 2012

## Структура
В 1998 году в Слубице был создан Коллегиум Полоникум — совместная научно-дидактическая площадка двух университетов-партнёров: Университета им. Адама Мицкевича в Познани (УАМ) и Европейского университета Виадрина (ЕУВ). Учебное заведение расположено в польском городе Слубицах, на противоположном от Франкфурта берегу Одры (Одера), до 1945 года этот город был частью немецкого Франкфурта-на-Одере.
Университет состоит из трех факультетов:
- Юридический факультет:
- кафедра гражданского права по направлениям: торгово-экономического права, семейного права, римского права, философии права
- кафедра уголовного права
- кафедра публичного права по направлениям: международного права, европейского права, административного права, общего права, конституционного права
- кафедра польского законодательства по направлениям: административное производство, конституционного и административного права, финансового права, гражданского права, трудовое, гражданское и право взаимоотношений коммерческих компаний, трудового права, хозяйственного права, польского уголовного права
- Факультет экономических наук (нем. Wirtschaftswissenschaftliche Fakultät):
- кафедра экономики предприятий
- кафедра политической экономики
- кафедра статистики
- Факультет культуроведческих наук:
- кафедра социологии
- кафедра политических наук
- кафедра истории культуры
- кафедра литературоведения
- кафедра лингвистики